# طوابع الجزائر 1978
يسجل هذا المقال الطوابع البريدية الجزائرية التي أصدرتها إدارة البريد في عام 1978.

## العموميات
تحمل الإصدارات عبارة « اَلْجُمهُورِيَّة اَلْجَزَائِرِيَّة اَلدِّيمُقرَاطِيَّة اَلشَّعبِيَّة » و« البريد » باللغة العربية. أما باللغة الفرنسية فهناك عبارتان هما « Algérie » والتي تعني الجزائر، بالإضافة إلى قيمة اسمية محددة بالدينار جزائري.

## قائمة الطوابع الصادرة
| 347 | [[ملف:\|180px]] | الطابع رقم 289 - مُعاد طبعه 0.60 دج - مجازر سطيف، قالمة وخراطة القيمة الاسمية: 0٫50 دينار جزائري الكمية المطبوعة: 31٬330٬000 طابع بريد تاريخ الإصدار: 9 فبراير 1978 تاريخ السحب: 30 سبتمبر 1981 الطول: 22 مليمتر الارتفاع: 32 مليمتر التسنين: تثقيب 14 الرسام: محمد سعيد شريفي الطابع: |  | الوصف يحمل هذا الطابع تخليدًا لمجازر 8 ماي 1945، وقد أُعيد استخدامه عبر طبع قيمة جديدة 0.60 دينار فوق القيمة الأصلية 0.50 دينار، وذلك باستخدام تقنية "السورشارج" لتعديل السعر دون تغيير التصميم الأصلي. |

| 348 | [[ملف:\|180px]] | شجرة الكرز القيمة الاسمية: 0٫50 دينار جزائري الكمية المطبوعة: 500٬000 طابع بريد تاريخ الإصدار: 9 فبراير 1978 تاريخ السحب: 30 سبتمبر 1981 الطول: 22٫7 مليمتر الارتفاع: 33 مليمتر التسنين: تثقيب 11½x11¾ الرسام: الطابع: |  | الوصف يمثل هذا الطابع زهرة الكرز ويظهر غصنا يحمل أزهارا بيضاء متفتحة مع أوراق خضراء، على خلفية زرقاء داكنة. كتب على الطابع اسم النبات باللاتينية والعربية "زهرة الكرز"، مع القيمة البريدية 0.60 دينار وكلمة "الجزائر" في الأعلى. |

| 349 | [[ملف:\|180px]] | شجرة الخوخ القيمة الاسمية: 1٫20 دينار جزائري الكمية المطبوعة: 500٬000 طابع بريد تاريخ الإصدار: 9 فبراير 1978 تاريخ السحب: 30 سبتمبر 1981 الطول: 22٫7 مليمتر الارتفاع: 33 مليمتر التسنين: تثقيب 11½x11¾ الرسام: الطابع: |  | الوصف يمثّل هذا الطابع زهرة الخوخ، ويظهر غصنين مزهرين بأزهار وردية اللون مع براعم خضراء على خلفية بنفسجية داكنة. كتبت على الطابع تسميات النبات باللاتينية والعربية "زهرة الخوخ"، بالإضافة إلى القيمة البريدية 1.20 دينار واسم "الجزائر" في الأعلى. |

| 350 | [[ملف:\|180px]] | شجرة اللوز القيمة الاسمية: 1٫30 دينار جزائري الكمية المطبوعة: 500٬000 طابع بريد تاريخ الإصدار: 9 فبراير 1978 تاريخ السحب: 30 سبتمبر 1981 الطول: 22٫7 مليمتر الارتفاع: 33 مليمتر التسنين: تثقيب 11½x11¾ الرسام: الطابع: |  | الوصف يمثل هذا الطابع زهرة اللوز، ويظهر غصنا مليئا بالأزهار الوردية الصغيرة مع تدرجات في اللون الأخضر والبنفسجي، على خلفية بنية داكنة. يحتوي الطابع على اسم "الجزائر" في الأعلى، واسم النبات باللغتين العربية واللاتينية، بالإضافة إلى القيمة البريدية "1.30" دينار وكلمة "البريد" في الأسفل. |

| 351 | [[ملف:\|180px]] | شجرة التفاح القيمة الاسمية: 1٫40 دينار جزائري الكمية المطبوعة: 2٬500٬000 طابع بريد تاريخ الإصدار: 9 فبراير 1978 تاريخ السحب: 30 سبتمبر 1981 الطول: 22٫7 مليمتر الارتفاع: 33 مليمتر التسنين: تثقيب 11½x11¾ الرسام: الطابع: |  | الوصف مثل هذا الطابع زهرة التفاح (Malus communis)، ويظهر غصناً تتفتح عليه زهور بيضاء جميلة مع براعم وردية وخلفية زرقاء داكنة تبرز تفاصيل الزهرة بوضوح. كُتبت على الطابع كلمة "الجزائر" في الأعلى، واسم النبات باللغتين العربية واللاتينية، إلى جانب القيمة البريدية "1.40" دينار وكلمة "البريد" أسفل الطابع. |

| 352 | [[ملف:\|180px]] | سلامة الأطفال القيمة الاسمية: 0٫60 دينار جزائري الكمية المطبوعة: 1٬000٬000 طابع بريد تاريخ الإصدار: 27 أبريل 1978 تاريخ السحب: 30 سبتمبر 1981 الطول: 36٫2 مليمتر الارتفاع: 25٫6 مليمتر التسنين: تثقيب ½11 الرسام: علي علي خوجة الطابع: |  | الوصف يعرض هذا الطابع البريدي بقيمة 0.60 دج، مشهداً توعويا يبرز أهمية الوقاية من حوادث المرور وسلامة الأطفال. يظهر في التصميم مجموعة من الأطفال مع شخص بالغ أمام سيارة تجسد بشكل مرعب للتنبيه إلى خطورة الطريق، مع وجود إشارات مرورية تحذيرية. الكتبات بالعربية تنص على "الوقاية من حوادث الطرق" و"سلامة الأطفال"، ويظهر اسم الفنان "علي علي خوجة" في الأسفل. |

| 353 | [[ملف:\|180px]] | الألعاب الإفريقية الثالثة - الكرة الطائرة القيمة الاسمية: 0٫40 دينار جزائري الكمية المطبوعة: 500٬000 طابع بريد تاريخ الإصدار: 13 يوليو 1978 تاريخ السحب: 30 سبتمبر 1981 الطول: 36٫2 مليمتر الارتفاع: 25٫6 مليمتر التسنين: تثقيب ¾11 الرسام: محمد عزيز الطابع: |  | الوصف يمثل هذا الطابع البريدي بقيمة 0.40 دج الألعاب الإفريقية الثالثة التي أُقيمت في العاصمة الجزائر. يظهر في التصميم شعار الألعاب الأولمبية إلى جانب رمز الألعاب الإفريقية، مع مربعات ملوّنة تحمل رموزاً تمثل مختلف الرياضات. في أسفل الطابع نُقِشت عبارة "الألعاب الإفريقية الثالثة" واسم الفنان "محمد عزيز". يعكس الطابع التزام الجزائر بالرياضة على المستوى القاري ودورها في تنظيم التظاهرات الرياضية الإفريقية. |

| 354 | [[ملف:\|180px]] | الألعاب الإفريقية الثالثة - كرة الطاولة القيمة الاسمية: 0٫60 دينار جزائري الكمية المطبوعة: 500٬000 طابع بريد تاريخ الإصدار: 13 يوليو 1978 تاريخ السحب: 30 سبتمبر 1981 الطول: 25٫6 مليمتر الارتفاع: 36٫2 مليمتر التسنين: تثقيب ¾11 الرسام: محمد عزيز الطابع: |  | الوصف يمثل هذا الطابع البريدي بقيمة 0.60 دينار، الألعاب الإفريقية الثالثة التي أُقيمت في الجزائر العاصمة. يظهر في التصميم شعار الألعاب الأولمبية وخمس دوائر أولمبية ملونة تتقاطع مع شكل مروحي يمثل كرة الطاولة في مركز دائرة برتقالية. |

| 355 | [[ملف:\|180px]] | الألعاب الإفريقية الثالثة - كرة السلة القيمة الاسمية: 1٫20 دينار جزائري الكمية المطبوعة: 500٬000 طابع بريد تاريخ الإصدار: 13 يوليو 1978 تاريخ السحب: 30 سبتمبر 1981 الطول: 36٫2 مليمتر الارتفاع: 25٫6 مليمتر التسنين: تثقيب ¾11 الرسام: محمد عزيز الطابع: |  | الوصف يخلد هذا الطابع البريدي، تنظيم الجزائر للألعاب الإفريقية الثالثة. يتوسط الطابع شعار الألعاب فوق دائرة خضراء مضيئة مع شكل يمثل كرة السلة، وإلى اليسار تظهر الخطوط العمودية الملوّنة بالألوان الإفريقية، مع الشعار الأولمبي ذي الحلقات الخمس. |

| 356 | [[ملف:\|180px]] | الألعاب الإفريقية الثالثة - رمي المطرقة القيمة الاسمية: 1٫30 دينار جزائري الكمية المطبوعة: 500٬000 طابع بريد تاريخ الإصدار: 13 يوليو 1978 تاريخ السحب: 30 سبتمبر 1981 الطول: 25٫6 مليمتر الارتفاع: 36٫2 مليمتر التسنين: تثقيب ¾11 الرسام: محمد عزيز الطابع: |  | الوصف يمثل هذا الطابع البريدي احتفاء بالألعاب الإفريقية الثالثة التي أُقيمت في الجزائر سنة 1978. يتوسط التصميم رياضي يحمل مطرقة تنطلق منه أشعة ملونة باتجاه شعار حلزوني، في خلفية يغلب عليها الأسود والرمادي مع شعار الألعاب الأولمبية في الأعلى. |

| 357 | [[ملف:\|180px]] | الألعاب الإفريقية الثالثة - الملاكمة القيمة الاسمية: 1٫40 دينار جزائري الكمية المطبوعة: 500٬000 طابع بريد تاريخ الإصدار: 13 يوليو 1978 تاريخ السحب: 30 سبتمبر 1981 الطول: 25٫6 مليمتر الارتفاع: 36٫2 مليمتر التسنين: تثقيب ¾11 الرسام: محمد عزيز الطابع: |  | الوصف يمثل هذا الطابع البريدي الألعاب الإفريقية الثالثة التي أقيمت في الجزائر العاصمة. يظهر في التصميم خريطة قارة إفريقيا تتوسطها رموز الملاكمة، إلى جانب شعار الألعاب الإفريقية وخريطة الجزائر. التصميم موقع باسم الفنان محمد عزيز. |

| 358 | [[ملف:\|180px]] | مكافحة داء السل القيمة الاسمية: 0٫60 دينار جزائري الكمية المطبوعة: 1٬000٬000 طابع بريد تاريخ الإصدار: 5 يناير 1978 تاريخ السحب: 30 سبتمبر 1981 الطول: 42 مليمتر الارتفاع: 28٫7 مليمتر التسنين: تثقيب 14x13½ الرسام: بشير يلس الطابع: |  | الوصف يمثل هذا الطابع البريدي حملة وطنية لمكافحة السل. يظهر في التصميم مشهد لأسرة تستقبل المريض المتعافي، مما يبرز شعار "علاج منتظم، شفاء مضمون"، إلى جانب رسم لطبيب يرتدي وزرة بيضاء، ما يعكس الدور الحيوي للقطاع الصحي في الوقاية والعلاج. يحمل الطابع توقيع الفنان بشير يلس. |

| 359 | [[ملف:\|180px]] | الكعبة المشرفة القيمة الاسمية: 0٫60 دينار جزائري الكمية المطبوعة: 500٬000 طابع بريد تاريخ الإصدار: 26 أكتوبر 1978 تاريخ السحب: 30 سبتمبر 1981 الطول: 26 مليمتر الارتفاع: 45٫2 مليمتر التسنين: تثقيب 11¾x11½ الرسام: محمد تمام الطابع: |  | الوصف يمثل هذا الطابع البريدي الكعبة. يتوسط الطابع رسم للكعبة محاط بزخارف هندسية إسلامية بألوان الأزرق والبني والأحمر، مع كتابة "الكعبة المشرفة" أسفل الصورة. يظهر اسم الجزائر بالأعلى واسم الفنان محمد تمام في الأسفل. |

| 360 | [[ملف:\|180px]] | طريق الوحدة الإفريقية القيمة الاسمية: 0٫60 دينار جزائري الكمية المطبوعة: 1٬000٬000 طابع بريد تاريخ الإصدار: 1 نوفمبر 1978 تاريخ السحب: 30 سبتمبر 1981 الطول: 33 مليمتر الارتفاع: 48٫5 مليمتر التسنين: تثقيب 11¾x11½ الرسام: سيد أحمد بن تونس الطابع: |  | الوصف يمثل هذا الطابع البريدي مشهداً لجنود يشاركون في تعبيد طريق في منطقة جبلية، يرمز إلى "طريق الوحدة الإفريقية". يظهر في الخلفية آليات الأشغال العمومية، مما يعكس المجهود الوطني في ربط شمال الجزائر بجنوبها وتعزيز التضامن الإفريقي. يحمل الطابع عبارة "طريق الوحدة الإفريقية" في الأسفل، وقد صممه الفنان سيد أحمد بن تونس. |

| 361 | [[ملف:\|180px]] | إبزيم (مشبك تقليدي) القيمة الاسمية: 1٫20 دينار جزائري الكمية المطبوعة: 500٬000 طابع بريد تاريخ الإصدار: 21 ديسمبر 1978 تاريخ السحب: 30 سبتمبر 1981 الطول: 25٫6 مليمتر الارتفاع: 36٫3 مليمتر التسنين: تثقيب ¾11 الرسام: محمد تمام الطابع: |  | الوصف يظهر هذا الطابع البريدي صورة لإبزيم، وهي دبوس تقليدي يستخدم في اللباس التقليدي، خصوصا في الأزياء الأمازيغية. تتميز هذه الإبزيم بشكل مثلث مزين بأحجار حمراء وزخارف هندسية دقيقة. صممه الفنان محمد تمام. |

| 362 | [[ملف:\|180px]] | مشبك القيمة الاسمية: 1٫35 دينار جزائري الكمية المطبوعة: 500٬000 طابع بريد تاريخ الإصدار: 21 ديسمبر 1978 تاريخ السحب: 30 سبتمبر 1981 الطول: 25٫6 مليمتر الارتفاع: 36٫3 مليمتر التسنين: تثقيب ¾11 الرسام: محمد تمام الطابع: |  | الوصف يمثل هذا الطابع البريدي قطعة من الحلي التقليدي تتمثل في مشبك مزين بأحجار حمراء وزرقاء. الطابع من تصميم الفنان محمد تمام، ويحمل كلمة "مشبك" بالعربية و"BROCHE" بالفرنسية. |

| 363 | [[ملف:\|180px]] | خلخال مزخرف القيمة الاسمية: 1٫40 دينار جزائري الكمية المطبوعة: 500٬000 طابع بريد تاريخ الإصدار: 21 ديسمبر 1978 تاريخ السحب: 30 سبتمبر 1981 الطول: 25٫6 مليمتر الارتفاع: 36٫3 مليمتر التسنين: تثقيب ¾11 الرسام: محمد تمام الطابع: |  | الوصف يصور هذا الطابع البريدي قطعة تقليدية من الحلي تعرف بـالخلخال، وهو سوار يلبس في الكاحل، ويعد من عناصر الزينة النسوية في الثقافة الأمازيغية. يتميز الخلخال المعروض بتصميمه الأسطواني المزخرف ونقوشه الهندسية مع أحجار حمراء وزرقاء مدمجة في وسطه. |